# Reeveana intermedia
Reeveana intermedia là một loài bọ cánh cứng trong họ Dermestidae. Loài này được Dunstan miêu tả khoa học năm 1923.